# 沙城农药厂
40°26′14.73″N 115°29′32.89″E / 40.4374250°N 115.4924694°E
沙城农药厂位于河北省张家口市怀来县，中国在文化大革命前，出于农业发展的需要，向国外购买滴滴涕，但当时发达国家已经限制生产，为此中国化工部从国外购买全套设备，1968年在官厅水库畔建起此厂，1973年发现此厂污染水源，因此转产。此厂引发了中国环境保护事业的发展。